# Ardonea nigella
Ardonea nigella är en fjärilsart som beskrevs av Paul Dognin 1905. Ardonea nigella ingår i släktet Ardonea och familjen björnspinnare. Inga underarter finns listade i Catalogue of Life.